# Franklin Leopoldo e Silva
Franklin Leopoldo e Silva (São Paulo, 31 de dezembro de 1947) é um professor de Filosofia brasileiro. 

## Biografia
Bacharel (1971), mestre (dissertação: O lugar da psicologia no pensamento de Bergson, 1975, sob a orientação de Marilena de Souza Chaui), doutor (tese: Imagem e moral do homem na filosofia francesa do final do século XIX e início do século XX, 1981, também  sob a orientação de Marilena Chaui) e livre-docente (tese: Bergson: Intuição e discurso filosófico, 1991), pela Universidade de São Paulo, é professor senior do Departamento de Filosofia da USP  e professor-visitante da UFSCar.
Profundo conhecedor de  Bergson, Descartes e Sartre, prefere, no entanto, definir-se como professor de História da Filosofia:
"Na verdade, eu participei de uma geração que foi formada para ser professor de História da Filosofia e não filósofo, [...] a gente não devia ter essa pretensão, não deveria usar esse título e, também, no meu caso particular e dos meus colegas, nem mesmo professor de Filosofia e sim professor de História da Filosofia, e os nossos mestres, Giannotti, Bento, Cruz e Porchat, que foram os formadores do Departamento, insistiam muito nisso, nesse distanciamento crítico, nessa ausência de pretensão ao filosofar, contra a qual a Faculdade havia sido constituída, contra aquilo que o Professor Cruz Costa chamava de "filósofos municipais".[...] A minha relação com a Filosofia é exclusivamente a de professor de História da Filosofia e, portanto, não tem Filosofia, eu não faço Filosofia". 

## Obra

### Autoria própria
- Descartes: a metafísica da modernidade (Moderna, 1994);
- Bergson: intuição e discurso filosófico (Loyola, 1994);
- Ética e literatura em Sartre (Unesp, 2004)
- Felicidade: dos filósofos pré-socráticos aos contemporâneos (Claridade, 2007).
- Universidade, cidade, cidadania (Hedra, 2014)

### Participação em coletâneas
- A crise da razão
- Tempo e história
- O avesso da liberdade
- Muito além do espetáculo
- O silêncio dos intelectuais (vídeo: O Silêncio - parte 1,  parte 2, parte 3, parte 4 e parte 5)
- O esquecimento da política
- Vida, vício, virtude
- Mutações: ensaios sobre as novas configurações do mundo
- Mutações: A condição humana
- Mutações: a experiência do pensamento
- Mutações: a invenção das crenças
- Mutações: a experiência do pensamento
- Mutações: elogio à preguiça
- Mutações: o futuro não é mais o que era
- Mutações: o silêncio e a prosa do mundo
- Mutações: fontes passionais da violência
- Mutações: o novo espírito utópico
- Mutações: entre dois mundos